# Jewhen Szpyniow
Jewhen Fedorowycz Szpyniow, ukr. Євген Федорович Шпиньов, ros. Евгений Фёдорович Шпинёв, Jewgienij Fiodorowicz Szpiniow (ur. 24 stycznia?/6 lutego 1914 w Jekaterynosławiu, Imperium Rosyjskie, zm. 8 kwietnia 1995 w Doniecku, Ukraina) – ukraiński piłkarz, grający na pozycji napastnika lub pomocnika, trener piłkarski.

## Kariera piłkarska

### Kariera klubowa
W 1936 rozpoczął karierę piłkarską w drużynie zakładu im.Lenina Stal Dniepropetrowsk. W 1937 przeniósł się do Dynama Dniepropetrowsk. W 1939 został piłkarzem drużyny zakładu im.Pietrowskiego Stal Dniepropetrowsk. W 1940 żadna z dniepropetrowskich drużyn nie uczestniczyła w mistrzostwach ZSRR, dlatego przeszedł do Torpieda Gorki. W 1941 został zaproszony do Traktoru Stalingrad, ale rozpoczęcie atak Niemiec na ZSRR przeszkodził dalszym występom. W 1944 zasilił skład  Stachanowca Stalino, który potem zmienił nazwę na Szachtar. Po 5 latach w donieckim klubie zakończył karierę piłkarza w roku 1949.

## Kariera trenerska
Po zakończeniu kariery piłkarskiej rozpoczął pracę szkoleniowca. Ukończył Wyższą Szkołę Trenerów w Moskwie. Najpierw trenował amatorski zespół Szachtar Drużkiwka. W 1959 prowadził Szachtar Gorłówka. Po fuzji Awanhardu z Metałurhiem powstał klub Awanhard Żdanow, a na stanowisko głównego trenera w marcu 1960 został zaproszony Szpyniow. Sukcesy trenera zostały zauważone w Szachtarze Donieck i w końcu czerwca 1960 przeniósł się do sztabu szkoleniowego donieckiego klubu. W 1965 prowadził Stal Makiejewka, a w 1966 - Tawrię Symferopol. W 1967 ponownie stał na czele żdanowskiego klubu, który już nazywał się Azoweć Żdanow. W lipcu 1968 roku został przeniesiony na stanowisko dyrektora technicznego Azowca. Szyniow uwielbiał pracę trenerską, dlatego w końcu 1968 roku odszedł do Awanhardu (Szachtara) Makiejewka, którym kierował do końca 1972.
8 kwietnia 1995 zmarł w Doniecku w wieku 81 lat.

## Sukcesy i odznaczenia

### Sukcesy klubowe
Szachtar Stalino
- wicemistrz Pierwoj ligi ZSRR: 1947 (strefa ukraińska Grupy II)

### Sukcesy trenerskie
- zdobywca Pucharu ZSRR: 1961, 1962
- finalista Pucharu ZSRR: 1963

### Odznaczenia
- tytuł Zasłużonego Trenera Ukraińskiej SRR